# Nati nel 2001/Luglio
| Questa pagina contiene informazioni ricavate automaticamente dalle voci biografiche con l'ausilio del template Bio e di un bot. L'aggiornamento è periodico e automatico e ricostruisce completamente la pagina. Se manca una persona in questa lista, sei pregato di non aggiungerla, ma accertati piuttosto che la sua voce biografica contenga il template Bio e che i dati anagrafici siano correttamente compilati. Se il template Bio manca, inseriscilo tu stesso o, in alternativa, metti l'avviso {{tmp\|Bio}} che ne segnala la mancanza. Se i dati riportati sono sbagliati, correggi direttamente la voce biografica; le modifiche saranno visibili in questa lista entro pochi giorni. Per chiarimenti vedi il progetto biografie. La lista contiene solo le 249 persone che sono citate nell'enciclopedia e per le quali è stato implementato correttamente il template Bio. Pagina aggiornata al 18 ago 2025. |

- 1º luglio - Andrew da Silva Ventura, calciatore brasiliano
- 1º luglio - Haitham Asiri, calciatore saudita
- 1º luglio - John M. Burke, scacchista statunitense
- 1º luglio - Evann Guessand, calciatore francese
- 1º luglio - Marie-Therese Höbinger, calciatrice austriaca
- 1º luglio - Chosen Jacobs, attore statunitense
- 1º luglio - Mykola Kucharevyč, calciatore ucraino
- 1º luglio - Maksim Kutovoj, calciatore russo
- 1º luglio - Pehmoaino, cantautrice finlandese
- 1º luglio - Mika Mármol, calciatore spagnolo
- 1º luglio - Juan Pablo Pignani, calciatore argentino
- 1º luglio - Anna Sisková, tennista ceca
- 1º luglio - Madisen Skinner, pallavolista statunitense
- 2 luglio - Neil El Aynaoui, calciatore marocchino
- 2 luglio - Jack Hollington, attore britannico
- 2 luglio - Danylo Kravčuk, calciatore ucraino
- 2 luglio - Carl Rushworth, calciatore inglese
- 2 luglio - Maxwell Woledzi, calciatore ghanese
- 3 luglio - Promise David, calciatore canadese
- 3 luglio - Folarin Balogun, calciatore statunitense
- 3 luglio - Marta Bertoncelli, canoista italiana
- 3 luglio - Leo Greiml, calciatore austriaco
- 3 luglio - Isis Holt, atleta paralimpica australiana
- 3 luglio - Denis Huseinbašić, calciatore tedesco
- 3 luglio - Paris Johnson Jr., giocatore di football americano statunitense
- 3 luglio - Geoffrey Kirwa, siepista keniota
- 3 luglio - Tobias Klysner, calciatore danese
- 3 luglio - Andrei Mărginean, calciatore rumeno
- 3 luglio - Federico Paradela, calciatore argentino
- 4 luglio - Ahmed Nabil Koka, calciatore egiziano
- 4 luglio - Yanis Begraoui, calciatore francese
- 4 luglio - Luciano Cingolani, calciatore argentino
- 4 luglio - Adriaan Dewagtere, pattinatore di short track belga
- 4 luglio - Oleh Doroshchuk, altista ucraino
- 4 luglio - Reda Khadra, calciatore tedesco
- 4 luglio - Shekiera Martinez, calciatrice tedesca
- 4 luglio - Virág Nagy, calciatrice ungherese
- 4 luglio - Patricio Pernicone, calciatore argentino
- 4 luglio - David Sousa, calciatore brasiliano
- 4 luglio - Alan Varela, calciatore argentino
- 5 luglio - Chrystian Barletta, calciatore brasiliano
- 5 luglio - Panos Katserīs, calciatore greco
- 5 luglio - Alou Kuol, calciatore sudanese
- 5 luglio - Ziad Kamal, calciatore egiziano
- 5 luglio - Alexandre Pierre, calciatore francese
- 6 luglio - Karl Friðleifur Gunnarsson, calciatore islandese
- 6 luglio - Muhammadqodir Hamroliyev, calciatore uzbeko
- 6 luglio - Artan Jazxhi, calciatore albanese
- 6 luglio - Michael Mayer, giocatore di football americano statunitense
- 6 luglio - Zala Meršnik, calciatrice slovena
- 6 luglio - Leo Román, calciatore spagnolo
- 6 luglio - Lukas Van Ness, giocatore di football americano statunitense
- 6 luglio - Marie Wegener, cantante e personaggio televisivo tedesca
- 7 luglio - Nicolò Buratti, ciclista su strada italiano
- 7 luglio - Amin Cherni, calciatore tunisino
- 7 luglio - Max Geschwill, calciatore tedesco
- 7 luglio - Paul Juda, ginnasta statunitense
- 7 luglio - Pavel Juroška, calciatore ceco
- 7 luglio - Han-Noah Massengo, calciatore francese
- 7 luglio - Ruben Providence, calciatore francese
- 7 luglio - Gabi Rennie, calciatrice neozelandese
- 7 luglio - Monique Strubbe, pallavolista tedesca
- 8 luglio - Szymon Czyż, calciatore polacco
- 8 luglio - Riele Downs, attrice canadese
- 8 luglio - Marshawn Kneeland, giocatore di football americano statunitense
- 8 luglio - Benjamin Nygren, calciatore svedese
- 9 luglio - Saymon, calciatore brasiliano
- 9 luglio - Goh Young-jun, calciatore sudcoreano
- 9 luglio - Lorenzo Lovato, cestista italiano
- 9 luglio - Riley McCusker, ginnasta statunitense
- 9 luglio - Luis Nlavo, calciatore equatoguineano
- 9 luglio - Damjan Pavlovic, calciatore serbo
- 9 luglio - Maisie Smith, attrice e cantante inglese
- 9 luglio - MC Tuto, cantante brasiliano
- 10 luglio - Laeticia Amihere, cestista canadese
- 10 luglio - Reinis Bērziņš, pattinatore di short track lettone
- 10 luglio - Thibault Klidje, calciatore togolese
- 10 luglio - Samuel Lavrinčík, calciatore slovacco
- 10 luglio - Francesca Noemi Linari, ginnasta italiana
- 10 luglio - Isabela Merced, attrice statunitense
- 10 luglio - Shao Qi, sciatrice freestyle cinese
- 10 luglio - Fuki Yamada, calciatore giapponese
- 10 luglio - Marvin Çuni, calciatore albanese
- 11 luglio - Damián Bobadilla, calciatore paraguaiano
- 11 luglio - Sophia Anne Caruso, attrice, cantante e ballerina statunitense
- 11 luglio - Fran Delgado, calciatore spagnolo
- 11 luglio - Ayouba Kosiah, calciatore olandese
- 11 luglio - Ronaldo Lumungo Afonso, calciatore saotomense
- 11 luglio - Matúš Malý, calciatore slovacco
- 11 luglio - Alberto Marí, calciatore spagnolo
- 11 luglio - Kein Satō, calciatore giapponese
- 11 luglio - T'Vondre Sweat, giocatore di football americano statunitense
- 11 luglio - Łukasz Zjawiński, calciatore polacco
- 12 luglio - Niles Fitch, attore statunitense
- 12 luglio - Kaylee McKeown, nuotatrice australiana
- 12 luglio - Iliana Rupert, cestista francese
- 12 luglio - Yari Verschaeren, calciatore belga
- 12 luglio - Max Walker, ciclista su strada mannese
- 13 luglio - Jarvis Brownlee Jr., giocatore di football americano statunitense
- 13 luglio - Caleb Okoli, calciatore italiano
- 13 luglio - Adrian Durrer, calciatore svizzero
- 13 luglio - Zion Logue, giocatore di football americano statunitense
- 13 luglio - Jon Magunazelaia, calciatore spagnolo
- 13 luglio - Jakub Markovič, calciatore ceco
- 13 luglio - Ninthoinganba Meetei, calciatore indiano
- 13 luglio - Kwadwo Opoku, calciatore ghanese
- 13 luglio - Angel Rusev, sollevatore bulgaro
- 13 luglio - Enzo Tomasini, attore francese
- 13 luglio - Julien Viel, sciatore freestyle canadese
- 14 luglio - Jimmy Farkarlun, calciatore liberiano
- 14 luglio - Marie Lamure, sciatrice alpina francese
- 14 luglio - Aurélie Lévêque, pattinatrice di short track francese
- 14 luglio - Daniel Wiffen, nuotatore irlandese
- 15 luglio - Vernon Broughton, giocatore di football americano statunitense
- 15 luglio - Amine El Ouazzani, calciatore marocchino
- 15 luglio - Jacob Fearnley, tennista britannico
- 15 luglio - Arian Kastrati, calciatore olandese
- 15 luglio - Thijs van Leeuwen, calciatore olandese
- 15 luglio - Essomé Miyem, cestista francese
- 15 luglio - Alisher Odilov, calciatore uzbeko
- 15 luglio - Lukas Passrugger, sciatore alpino austriaco
- 15 luglio - Emanuele Pecorino, calciatore italiano
- 15 luglio - Giulia Salerno, attrice italiana
- 16 luglio - Kendra Chéry, cestista francese
- 16 luglio - Joanna Garland, tennista taiwanese
- 16 luglio - Enzo Leijnse, ciclista su strada e pistard olandese
- 16 luglio - Sebastián Melgar, calciatore boliviano
- 16 luglio - Daniela Mogurean, ex ginnasta italiana
- 16 luglio - Tommaso Saccardi, sciatore alpino italiano
- 16 luglio - Jaden Servania, calciatore statunitense
- 16 luglio - Ben Sheppard, cestista statunitense
- 16 luglio - David Toševski, calciatore macedone
- 16 luglio - André Trindade, calciatore brasiliano
- 16 luglio - Marinos Tziōnīs, calciatore cipriota
- 16 luglio - Konrad de la Fuente, calciatore statunitense
- 17 luglio - Teodora Aleksandrova, ginnasta bulgara
- 17 luglio - Keeanu Benton, giocatore di football americano statunitense
- 17 luglio - Francesco Guerra, mezzofondista italiano
- 17 luglio - Nichita Moțpan, calciatore moldavo
- 17 luglio - Kishane Thompson, velocista giamaicano
- 17 luglio - Lennert Van Eetvelt, ciclista su strada belga
- 17 luglio - Jakub Ťoupalík, ciclista su strada e ciclocrossista ceco
- 18 luglio - Naif Al-Hadhrami, calciatore qatariota
- 18 luglio - Faride Alidou, calciatore tedesco
- 18 luglio - Ella Ballentine, attrice canadese
- 18 luglio - Enzo Fittipaldi, pilota automobilistico brasiliano
- 18 luglio - Ramon Hendriks, calciatore olandese
- 18 luglio - Milan Hosseini, ginnasta tedesco
- 18 luglio - Morgan Hurd, ginnasta statunitense
- 18 luglio - Quinyon Mitchell, giocatore di football americano statunitense
- 18 luglio - Nikola Treskanica, giocatore di football americano serbo
- 19 luglio - Adrian Leon Barišić, calciatore bosniaco
- 19 luglio - Osaze De Rosario, calciatore guyanese
- 19 luglio - Alia Delia Eichinger, sciatrice freestyle tedesca
- 19 luglio - Ethan Evans, giocatore di football americano statunitense
- 19 luglio - Paulo Vitor, calciatore brasiliano
- 19 luglio - Rienk Mast, cestista olandese
- 19 luglio - Saidazamat Mirsaidov, calciatore uzbeko
- 19 luglio - Aleksandr Smoljar, pilota automobilistico russo
- 20 luglio - Álex Baena, calciatore spagnolo
- 20 luglio - Brad Benavides, pilota automobilistico statunitense
- 20 luglio - Giuseppe Di Serio, calciatore italiano
- 20 luglio - Pim Ronhaar, ciclocrossista, ciclista su strada e mountain biker olandese
- 20 luglio - Mary Tucker, tiratrice a segno statunitense
- 21 luglio - Leandro Aguilera, calciatore uruguaiano
- 21 luglio - Lautaro Pertusatti, calciatore uruguaiano
- 22 luglio - Daniel Barrea, calciatore argentino
- 22 luglio - Daniel Dumbrăvanu, calciatore moldavo
- 22 luglio - Elizabeth Hosking, snowboarder canadese
- 22 luglio - Nathan Opoku, calciatore ghanese
- 22 luglio - Yahcuroo Roemer, calciatore olandese
- 22 luglio - Casper van Uden, ciclista su strada e pistard olandese
- 23 luglio - Camilla Alessio, ex ciclista su strada e pistard italiana
- 23 luglio - Guillermo Balzi, calciatore argentino
- 23 luglio - Guillermo Centurión, calciatore uruguaiano
- 23 luglio - Nicky Cleșcenco, calciatore irlandese
- 23 luglio - Johan Gómez, calciatore statunitense
- 23 luglio - Max Hesse, pilota automobilistico tedesco
- 23 luglio - Jasmina Immaeva, lottatrice uzbeka
- 23 luglio - Vítězslav Jaroš, calciatore ceco
- 23 luglio - Alexandra Kerr, calciatrice statunitense
- 23 luglio - Christian Lundgaard, pilota automobilistico danese
- 23 luglio - Amir Nesbitt, cestista statunitense
- 23 luglio - Agustín Ojeda, calciatore argentino
- 23 luglio - Jorge Ruvalcaba, calciatore statunitense
- 23 luglio - Austen Smith, tiratrice a volo statunitense
- 23 luglio - Warre Vangheluwe, ciclista su strada belga
- 24 luglio - Alaa Ghram, calciatore tunisino
- 24 luglio - Chiamamifaro, cantautrice italiana
- 24 luglio - Drake London, giocatore di football americano statunitense
- 24 luglio - Hugo Page, ciclista su strada francese
- 24 luglio - Martina Sambucini, modella italiana
- 24 luglio - Alex Tamm, calciatore estone
- 24 luglio - Stan Van Dessel, calciatore belga
- 24 luglio - Joshua Yong, nuotatore australiano
- 24 luglio - Franjo von Allmen, sciatore alpino svizzero
- 25 luglio - Manfredi Albanese, rugbista a 15 italiano
- 25 luglio - Iker Álvarez, calciatore andorrano
- 25 luglio - Stetson Bennett, giocatore di football americano statunitense
- 25 luglio - Csaba Bukta, calciatore ungherese
- 25 luglio - Ngero Katua, calciatore namibiano
- 25 luglio - Lucas Lissens, calciatore belga
- 25 luglio - Daan Rots, calciatore olandese
- 25 luglio - C.J. Stroud, giocatore di football americano statunitense
- 25 luglio - Bryce Young, giocatore di football americano statunitense
- 26 luglio - Diego Calcaterra, calciatore argentino
- 26 luglio - Ignacio Cechi, calciatore argentino
- 26 luglio - Walker Kessler, cestista statunitense
- 26 luglio - Martina Maggio, ginnasta italiana
- 26 luglio - Mathis Suray, calciatore belga
- 26 luglio - Lucas de los Santos, calciatore uruguaiano
- 27 luglio - Lewin Blum, calciatore svizzero
- 27 luglio - Anders Foldager, ciclista su strada danese
- 27 luglio - Miguel Gutiérrez, calciatore spagnolo
- 27 luglio - Killian Hayes, cestista francese
- 27 luglio - Strahinja Jeremić, giocatore di football americano serbo
- 27 luglio - Isaiah McGuire, giocatore di football americano statunitense
- 27 luglio - Kelvin Ofori, calciatore ghanese
- 27 luglio - Maia Roos, rugbista a 15 neozelandese
- 28 luglio - Cole Bassett, calciatore statunitense
- 28 luglio - Nassim Chadli, calciatore francese
- 28 luglio - Santiago Laquidain, calciatore argentino
- 28 luglio - Álex Méndez, calciatore spagnolo
- 28 luglio - Evan Williams, giocatore di football americano statunitense
- 29 luglio - Caroline Andersson, ciclista su strada e ciclocrossista svedese
- 29 luglio - Thomas Battistella, calciatore italiano
- 29 luglio - Mariasole Di Maio, attrice italiana
- 29 luglio - Elena Eremina, ginnasta russa
- 29 luglio - Aune Heggebø, calciatore norvegese
- 29 luglio - Tamerlan Musaev, calciatore russo
- 29 luglio - Diané Sellier, pattinatore di short track francese
- 29 luglio - Jacques Siwe, calciatore francese
- 30 luglio - Mahmoud Saber, calciatore egiziano
- 30 luglio - Jacob Italiano, calciatore australiano
- 30 luglio - Daniel Juárez, calciatore argentino
- 30 luglio - Sōta Kawasaki, calciatore giapponese
- 30 luglio - Marian Menden, giocatore di football americano tedesco
- 30 luglio - Daniel Ruiz Rivera, calciatore colombiano
- 30 luglio - Tamar Svetlin, calciatore sloveno
- 30 luglio - Sione Vaki, giocatore di football americano statunitense
- 30 luglio - Kevin Zenón, calciatore argentino
- 31 luglio - Raúl Blanco Juncal, calciatore spagnolo
- 31 luglio - Louise Maraval, ostacolista e velocista francese
- 31 luglio - Jairo O'Neill, calciatore uruguaiano
- 31 luglio - Analia Pigrée, nuotatrice francese
- 31 luglio - Roh Jeong-eui, attrice sudcoreana
- 31 luglio - Peter Skoronski, giocatore di football americano statunitense
- 31 luglio - Dora Varella, skater brasiliana
- 31 luglio - Alexandra Walsh, nuotatrice statunitense